# Bonkmolen
De Bonkmolen is een wipmolen die omstreeks 1853 aan de Kleine Kanaaldijk in Lexmond (gemeente Vijfheerenlanden) is gebouwd ten behoeve van de bemaling van de 1948 ha grote polder Lakerveld. De molen bemaalde deze samen met de Vlietmolen en de verdwenen Lekkersche Molen en was de peilmolen. De Bonkmolen is tot 1945 in bedrijf geweest.
De molen slaat het water uit met behulp van een scheprad met een diameter van 5,90 meter. In 1976 is bij een grote restauratie het bovenhuis van de molen vernieuwd. De Bonkmolen, die sinds 1972 eigendom is van de SIMAV, is in de regel op zaterdag te bezoeken.